# 그리스-이탈리아 전쟁
그리스-이탈리아 전쟁(영어: Greco-Italian War, 영어: Italo-Greek War)은 1940년 10월 28일부터 1941년 4월 6일까지 추축국의 이탈리아와 연합국의 그리스와의 사이에 싸워진 제2차 세계대전의 전쟁을 가리킨다. 이는 제2차 세계 대전에서 발칸반도 전역의 시작으로서 추축국을 물리친 최초의 지상 전역이다. 이후 1941년 4월 6일부터 나치 독일이 개입한 그리스 공방전이 시작된다. 그리스에서는 40의 전쟁(영어: War of '40)으로 알려져 있고, 이탈리아에서는 그리스의 전쟁 (영어: War of Greece)으로 알려져 있었다.